# Szlak Karpia

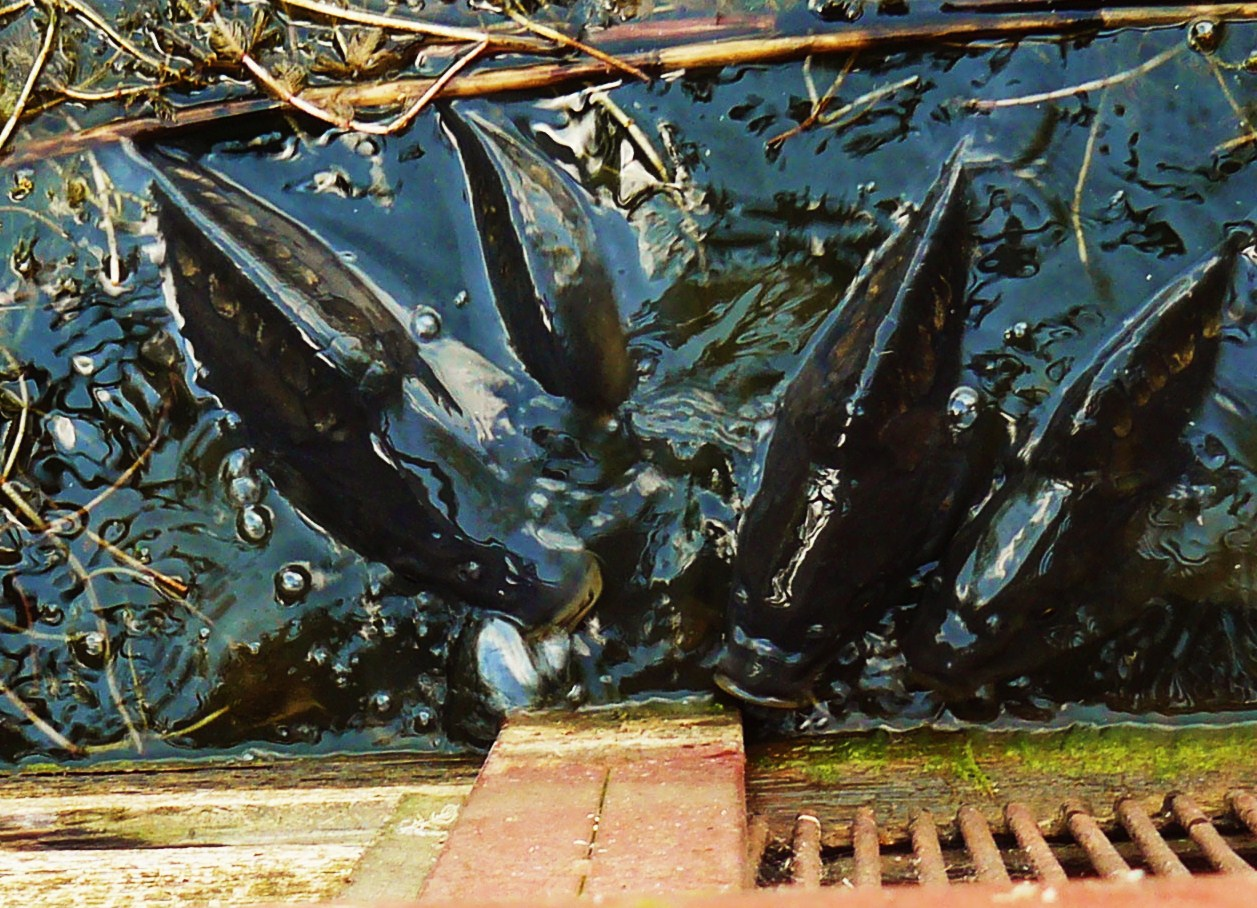
Karpie w Stawach Milickich

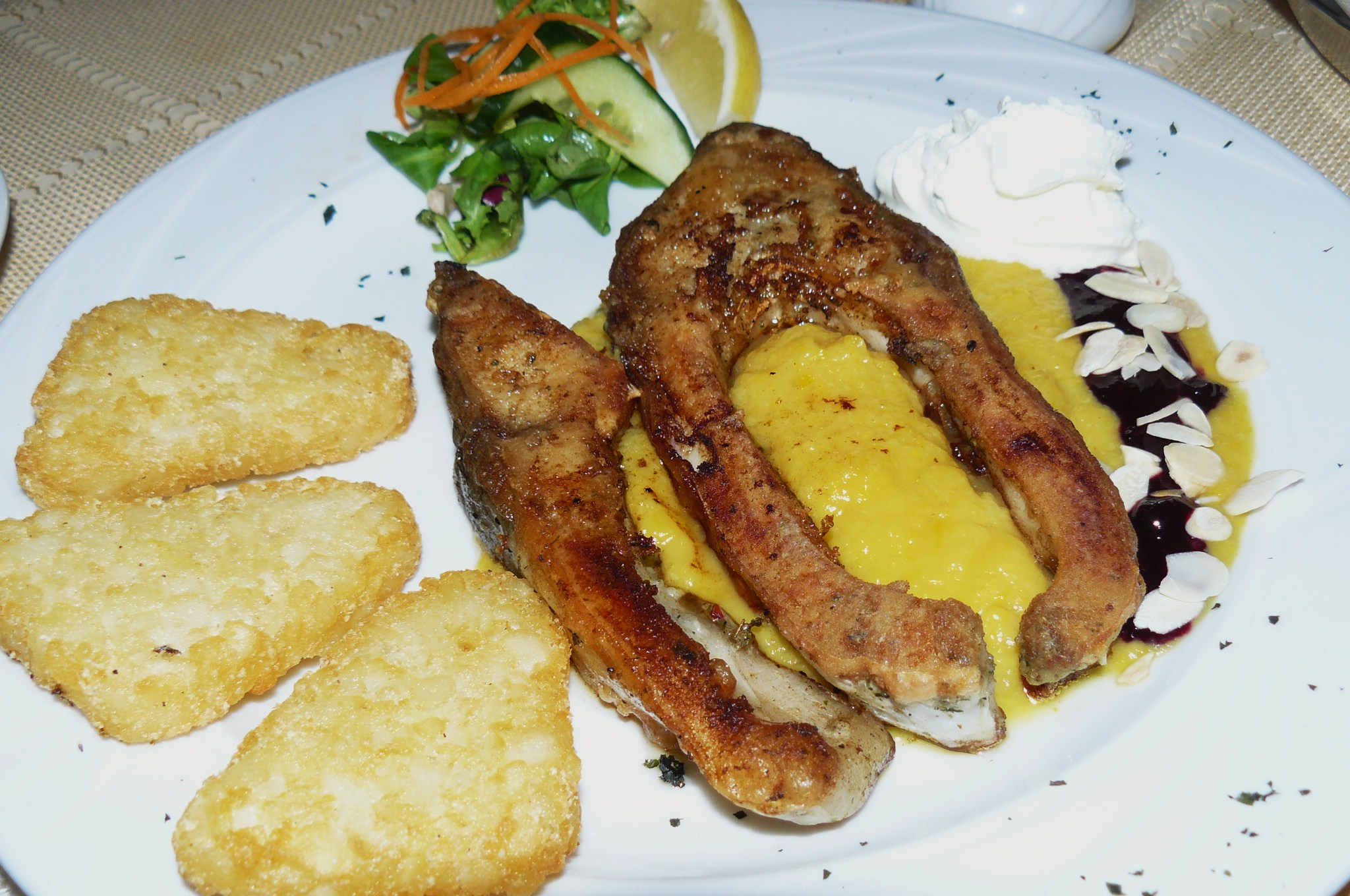
Karp na patisonie z mniszkiem lekarskim serwowany w Niesułowicach

Szlak Karpia – turystyczny szlak kulinarny przebiegający przez teren sześciu polskich województw.

## Charakterystyka
Produkt turystyczny został stworzony w 2011 przez lokalne grupy rybackie (Stowarzyszenie Dolina Karpia, LGR Żabi Kraj, LGR Bielska Kraina, LGR Dorzecze Soły i Wieprzówki, LGR Opolszczyzna, LGR Świętokrzyski Karp, LGR Jędrzejowska Ryba, Krośnieńsko-Gubińska Grupa Rybacka, LGR Dolnośląska Kraina Karpia, LGR Puszcza Sandomierska, LGR Między Nidą a Pilicą, LGR Starzawa) celem promocji hodowli, przetwórstwa i konsumpcji karpia. Na trasie znajdują się m.in. gospodarstwa rybackie, łowiska wędkarskie, gospodarstwa agroturystyczne, hotele i lokale gastronomiczne oferujące dania z karpia.

## Zasięg
Szlak prowadzi przez następujące województwa: podkarpackie, świętokrzyskie, małopolskie, śląskie, dolnośląskie i lubuskie.